# Mimegralla albimana
Espèce
Mimegralla albimana est une espèce de mouches de la famille des Micropezidae.

## Répartition
L'holotype de Mimegralla albimana a été capturé à Yogyakarta (Indonésie) où cette espèce était « présente en grand nombre dans l'herbe où elle se et se déplaçait rapidement ».

## Description
Dans sa description de 1856, Carl Doleschall indique que l'holotype de cette espèce mesure environ 6 mm. Et ajoute ces commentaires : 

« Glabre, brun noir, poitrine rétrécie en avant, tête en forme de cœur, yeux violet foncé, antennes et pattes rouges, celles-ci tachetées de noir, le tarse antérieur très blanc ; ailes transparentes, pointe et bande médiane transversale brunes. »

## Classification
L'espèce Mimegralla albimana (|Doleschall, 1856) a été décrite pour la première fois en 1856 par Carl Ludwig Doleschall sous le protonyme Taeniaptera albimana,
L'espèce Mimegralla albimana a pour synonyme Taeniaptera albimana Doleschall, 1856.

### Publication originale
- (la + nl) C. L. Doleschall, « Eerste bijdrage tot de kennis der dipterologische fauna van Nederlandsch Indie », Natuurkundig Tijdschrift voor Nederlandsch-Indië, Jakarta, Inconnu et Natuurkundige Vereeniging in Nederlandsch Indië (d), vol. 10,‎ 1856, p. 403-414 (OCLC 7830420, lire en ligne).